# كين فيلبس
كين فيلبس (بالإنجليزية: Ken Phelps)‏ هو لاعب كرة قاعدة أمريكي، ولد في 6 أغسطس 1954 في سياتل في الولايات المتحدة.

## وصلات خارجية
- كين فيلبس على موقع دوري كرة القاعدة الرئيسي (الإنجليزية)
- كين فيلبس على موقعبيزبول رفرنس.كوم (الدوري الرئيسي) (الإنجليزية)
- كين فيلبس على موقعبيزبول رفرنس.كوم (الدوري الثانوي) (الإنجليزية)